# 2024. évi nyári olimpiai játékok
A 2024. évi nyári olimpiai játékok, hivatalos nevén a XXXIII. nyári olimpiai játékok több sportot magába foglaló nemzetközi sportesemény volt, amelyet 2024 nyarán rendeztek. Hivatalosan a 33., ténylegesen – vagyis ha nem számoljuk bele a világháborúk miatt elmaradt játékokat – csak a 30. megrendezett újkori nyári olimpia volt.
Az olimpiát Párizsban rendezték, bár a szörfversenyeket az egyik francia tengerentúli területen, Tahitin tartották.
2024-ben először rendeztek az olimpiák történetében breakversenyeket, és ez volt az utolsó olimpia, melyet Thomas Bach NOB-elnöksége alatt rendeztek. Ezen az olimpián szerepelt utoljára az öttusa versenyszámai között a lovaglás.

## A pályázási folyamat
A megrendezés jogáért az ajánlattételi verseny 2015. január 15-én indult el. A többlépcsős pályázat nyertesét a Nemzetközi Olimpiai Bizottság (NOB) a perui Limában 2017. szeptember 13-án a 2024. évi nyári játékok helyszínét kijelölő kongresszuson döntötte el és hirdette ki hivatalosan.
A NOB 2015. júliusi kongresszusán bejelentette, hogy 650 ezerről 250 ezer euróra (2015-ben 77,5 millió forint) csökkentette a rendezésre jelentkezők pályázati díját, valamint azt, hogy a jelentkezők között nem tartanak előszűrést, így minden város versenyben marad a végső döntésig. A pályázó városok közül Boston, Hamburg és Róma után 2017 márciusában Budapest is visszalépett.
A NOB végrehajtó bizottsága 2017 júniusában azt javasolta, hogy a 2024-es és a 2028-as nyári olimpia rendezési jogát egyszerre ítéljék oda. A javaslatot 2017 júliusában fogadták el. 2017. július 13-án Los Angeles és Párizs megegyezett, hogy Los Angeles a 2028-as olimpiát, míg Párizs a 2024-es olimpiát rendezi.

### Fontosabb időpontok
- 2015:

január 15. – A meghívásos szakasz kezdete
szeptember 15. – A rendezési szándék bejelentésének utolsó időpontja
- 2017:

szeptember 13. – a NOB 130. ülésszakán, Limában kiválasztják a rendező várost.

## Pályázatok

### Európa
| Város | Ország        | Nemzeti Olimpiai Bizottság                    | Honlap        |
| --- | ------------- | --------------------------------------------- | ------------- |
| Párizs | Franciaország | Comité National Olympique et Sportif Français | paris2024.org |
| 100 évvel a második párizsi olimpia után a francia főváros újra megpályázza a rendezést. A 2015 elején elkészült megvalósíthatósági tanulmány szerint a rendezés költsége kb. 6,2 milliárd euró lenne. 2015 áprilisában Párizs önkormányzata támogatta a város pályázati szándékát. Júniusban hivatalosan is jelezték, hogy kandidálnak a rendezésért. Sikeres pályázat esetén Marseille rendezné a vitorlásversenyeket. Az olimpiai falu Seine-Saint-Denis-ben épülne fel 1,7 milliárd euró (533,2 milliárd forint) értékben. A város 2016 februárjában mutatta be a pályázata logóját, amely a 2-es és 4-es számjegyeket, valamint az Eiffel-tornyot szimbolizálja. A párizsi olimpiára több új létesítmény is felépült, többek közt egy új uszodakomplexum is. |               |                                               |               |

### Észak-Amerika
| Város | Ország           | Nemzeti Olimpiai Bizottság      | Honlap   |
| --- | ---------------- | ------------------------------- | -------- |
| Los Angeles | Egyesült Államok | United States Olympic Committee | la24.org |
| Boston visszalépése után, a korábbi lehetséges amerikai helyszínek (Los Angeles, San Francisco és Washington) közül 2015 augusztusában választották ki a kandidáló várost, Los Angelest. A város 4,1 milliárd dolláros (1127 milliárd forint) költségvetéssel számol. 2015 szeptemberében a szervezőbizottság alelnöke a négyszeres olimpiai bajnok úszó, Janet Evans lett. A város 2015 februárjában hozta nyilvánosságra a pályázat logóját, amely egy nap felé szálló angyal, és jelmondatát: kövesd a napot. |                  |                                 |          |

### Visszalépett pályázók

#### Boston,Amerikai Egyesült Államok
Az Egyesült Államok Olimpiai Bizottsága (USOC) 2015. január 8-án Boston, Los Angeles, San Francisco és Washington közül a bostoni helyszínt támogatta.
A pályázat szerint egy egyetemi és egy kikötői központba szervezték volna a helyszíneket. A kikötőnél épült volna meg az ideiglenes olimpiai stadion és az olimpiai falu. Az egyetemeknél a már meglévő létesítményeket (Harvard stadion, Boston egyetem) használták volna. A helyszínek között a legnagyobb távolság 5,4 km lenne. A rendezés becsült összege 2015-ben 4,7 milliárd dollár volt, melyből 3,4 milliárdot a létesítmények megépítésére fordítottak volna. Ez az összeg nem tartalmazza több infrastrukturális és közlekedési beruházás árát, melyeket az olimpiától függetlenül korábban elfogadtak vagy 2015 elején már kivitelezés alatt álltak. A bostoni olimpia 2024. július 19. és augusztus 5. között zajlott volna.
2015 márciusában a bostoni pályázatot felügyelő szervezet bejelentette, hogy 2016 novemberében népszavazást rendeznek a pályázat lakossági támogatásáról.
Júliusban Boston polgármestere közölte, garanciát vár arra, hogy a tervezett költségek esetleges túllépése esetén az összeget nem Bostonnak kell előteremtenie. Ezt követően az USOC visszavonta a pályázatot.

#### Hamburg,Németország
A Német Olimpiai Bizottság 2014 októberében döntött a rendezési szándékról. Hamburg és Berlin volt a két lehetséges pályázó város. A Német Olimpiai Bizottság elnöksége 2015. március 16-án Hamburg jelölését támogatta.
Német rendezés esetén a vitorlásversenyeket más városban bonyolították volna le. A szervezők Kiel, Lübeck, Rostock és Cuxhaven közül, a korábbi két németországi olimpián is közreműködő Kielt választották ki helyszínnek.
2015-ös árakon 11,2 milliárd euró (3500 milliárd forint) lett volna a tervezett olimpia költsége.
2015 szeptemberében Hamburg hivatalosan is elküldte jelentkezését a NOB-nak. 2015. november 29-én népszavazást tartottak Hamburgban a rendezési szándék támogatásáról. A népszavazáson a 652 817 szavazó 51,7–48,3 arányban a nem döntést támogatta, így a város visszalépett.

#### Róma,Olaszország
Matteo Renzi olasz miniszterelnök 2014. december 15-én jelentette be a hivatalos pályázati szándékot.
Ignazio Marino Róma polgármestere 2015 júliusában bejelentette, hogy sikeres pályázatuk esetén a már meglévő létesítményeket kívánják használni. Csak egy evezőspálya és egy kerékpáros stadion felépítése szükséges. A pályázatukban 6 milliárd eurós költséggel számolnak.
2015 szeptemberében a város hivatalosan is benyújtotta a jelentkezését.
2016. szeptember 21-én Virginia Raggi, Róma polgármestere megvonta a támogatását az olimpiai pályázattól. 2016. szeptember 29-én Róma városvezetése, 2016. október 11-én az Olasz Olimpiai Bizottság hivatalosan is visszavonta a pályázatát.

#### Budapest,Magyarország
A Magyar Olimpiai Bizottság (MOB) 2015. február 6-án tartott közgyűlésén az Olimpiai Védnöki Testület határozati javaslatát 125 igen és 1 nem szavazat arányban fogadva el úgy döntött, hogy javasolja a 2024-es olimpia és paralimpia Budapest városa és Magyarország általi megrendezése lehetőségének megvizsgálását és megvitatását. A fővárosi közgyűlés 2015. június 23-án 25:1:1 arányban megszavazta a pályázat elfogadását és felhatalmazta Tarlós István főpolgármestert, hogy az országgyűlés támogató döntése után, a Magyar Olimpiai Bizottsággal közösen készítse el a város rendezési szándéknyilatkozatát és azt juttassa el a Nemzetközi Olimpiai Bizottsághoz. Július 6-án a magyar parlament nagy többséggel megszavazta, hogy támogatja a 2024-es olimpia budapesti megrendezésének megpályázását. A határozatot nem támogatták a baloldali (MSZP, DK, Együtt, PM) és az LMP-s képviselők. Július 7-én Budapest és a MOB elküldte az olimpiai és paralimpiai pályázati szándéknyilatkozatát a NOB-nak.
2015 augusztusában Fürjes Balázst a budapesti pályázat kormányzati felelősének, novemberében Mizsér Attilát sportigazgatójának nevezték ki.
2015 decemberében a Fővárosi Közgyűlés elutasította az olimpia megrendezéséről kezdeményezett népszavazás kiírását. Még ugyanebben a hónapban megállapodott a pályázattal kapcsolatos együttműködés részleteiről a magyar állam, a fővárosi önkormányzat és a Magyar Olimpiai Bizottság.
2016. szeptember 23-ra elkészült a Magyarországnak az olimpiai pályázat második szakaszában október elején a Nemzetközi Olimpiai Bizottságnak (NOB) leadandó 2024-es magyar pályázati anyag.
2017. január 19-én a Momentum Mozgalom aláírásgyűjtést kezdett egy helyi (budapesti) népszavazás kiírásához. A népszavazáson azt a kérdést tennék föl, hogy „Egyetért-e Ön azzal, hogy Budapest Főváros Önkormányzata vonja vissza a 2024. évi nyári olimpiai és paralimpiai játékok megrendezésére irányuló pályázatát?" A népszavazás kiírásához 138 527 érvényes aláírásra volt szükség. Február 17-én a Momentum Mozgalom 266 151 aláírást adott le.
Február 22-én Orbán Viktor kormányfő, Borkai Zsolt, a MOB elnöke és Tarlós István, Budapest főpolgármestere azt a döntést hozták, hogy Budapest visszalép a pályázattól. Ehhez a kormány egy határozatot hozott, amelyben felkérte a Fővárosi Közgyűlést és a Magyar Olimpiai Bizottság elnökét, hogy az olimpia megrendezésére irányuló pályázatot vonja vissza. A határozatban a korábban létrejött egység felbomlását állapították meg. A visszalépésről a Fővárosi Közgyűlés rendkívüli ülésen döntött március 1-jén, amelyen a testület Tarlós István főpolgármester, Bagdy Gábor főpolgármester-helyettes és a közgyűlés fideszes képviselőinek javaslatára - 22 igen és 6 nem szavazati aránnyal - úgy határozott, hogy visszavonja Budapest olimpiai pályázatát.

### Korábbi lehetséges pályázatok
- Isztambul[56]
- Doha[57]
- Dél-afrikai Köztársaság[58]
- Azerbajdzsán[59]
- Toronto: Marcel Aubut, a Kanadai Olimpiai Bizottság elnöke 2015 júliusában jelentette be a város pályázati szándékát.[60] John Tory, a város polgármestere 2015 szeptemberében, a jelentkezési határidő utolsó napján közölte, hogy Toronto eláll az olimpia rendezési tervétől.[61]

Az orosz és fehérorosz sportolók által használt, ún. "AIN-zászló". Az AIN a francia "Athlètes Individuels Neutres" (magyarul: Független Semleges Sportolók) rövidítése

## Versenyszámok
| Sportág        | Sportág     | Érem | Sportág        | Sportág        | Érem | Sportág              | Sportág              | Érem |
| -------------- | ----------- | ---- | -------------- | -------------- | ---- | -------------------- | -------------------- | ---- |
| Asztalitenisz  |             | 5    | Hegyi          | Hegyi          | 2    | Strandröplabda       | Strandröplabda       | 2    |
| Atlétika       |             | 48   | Országúti      | Országúti      | 4    | Sportlövészet        |                      | 15   |
| Birkózás       |             | 18   | Pálya          | Pálya          | 12   | Sportmászás          |                      | 4    |
| Szabadfogás    | Szabadfogás | 12   | Kézilabda      |                | 2    | Súlyemelés           |                      | 10   |
| Kötöttfogás    | Kötöttfogás | 6    | Kosárlabda     |                | 4    | Szinkronúszás        |                      | 2    |
| Breaktánc      |             | 2    | Kosárlabda     | Kosárlabda     | 2    | Taekwondo            |                      | 8    |
| Cselgáncs      |             | 15   | 3x3 Kosárlabda | 3x3 Kosárlabda | 2    | Tenisz               |                      | 5    |
| Evezés         |             | 14   | Labdarúgás     |                | 2    | Tollaslabda          |                      | 5    |
| Golf           |             | 2    | Lovaglás       |                | 6    | Torna                |                      | 18   |
| Gördeszka      |             | 4    | Díjlovaglás    | Díjlovaglás    | 2    | Szertorna            | Szertorna            | 14   |
| Gyeplabda      |             | 2    | Díjugratás     | Díjugratás     | 2    | Ritmikus gimnasztika | Ritmikus gimnasztika | 2    |
| Hullámlovaglás |             | 2    | Lovastusa      | Lovastusa      | 2    | Trambulin            | Trambulin            | 2    |
| Íjászat        |             | 5    | Műugrás        |                | 8    | Triatlon             |                      | 3    |
| Kajak-kenu     |             | 16   | Ökölvívás      |                | 13   | Úszás                |                      | 37   |
| Síkvizi        | Síkvizi     | 10   | Öttusa         |                | 2    | Vitorlázás           |                      | 10   |
| Szlalom        | Szlalom     | 6    | Rögbi          |                | 2    | Vívás                |                      | 12   |
| Kerékpár       |             | 22   | Röplabda       |                | 4    | Vízilabda            |                      | 2    |
| BMX            | BMX         | 4    | Röplabda       | Röplabda       | 2    |                      |                      |      |

## Menetrend
A 2024. évi nyári olimpia előzetes menetrendje a 2023. január 6-i állapot szerint.
Minden időpont a Közép-európai nyári idő (UTC+02:00) szerint szerepel.
| ● | Nyitóünnepség | ● | Versenynap | ● | Döntő(k) | ● | Záróünnepség |

| Július/Augusztus    | Július/Augusztus     | 24 Sze | 25 Csüt | 26 Pén | 27 Szo | 28 Vas | 29 Hét | 30 Kedd | 31 Sze | 1 Csüt | 2 Pén | 3 Szo | 4 Vas | 5 Hét | 6 Kedd | 7 Sze | 8 Csüt | 9 Pén | 10 Szo | 11 Vas | Versenyszám |
| ------------------- | -------------------- | ------ | ------- | ------ | ------ | ------ | ------ | ------- | ------ | ------ | ----- | ----- | ----- | ----- | ------ | ----- | ------ | ----- | ------ | ------ | ----------- |
| Ünnepségek          | Ünnepségek           |        |         | ●      |        |        |        |         |        |        |       |       |       |       |        |       |        |       |        | ●      |             |
| Asztalitenisz       | Asztalitenisz        |        |         |        | ●      | ●      | ●      | 1       | ●      | ●      | ●     | 1     | 1     | ●     | ●      | ●     | ●      | 1     | 1      |        | 5           |
| Atlétika            | Atlétika             |        |         |        |        |        |        |         |        | 2      | 1     | 5     | 3     | 4     | 5      | 5     | 5      | 8     | 9      | 1      | 48          |
| Birkózás            | Birkózás             |        |         |        |        |        |        |         |        |        |       |       |       | ●     | 3      | 3     | 3      | 3     | 3      | 3      | 18          |
| Breaktánc           | Breaktánc            |        |         |        |        |        |        |         |        |        |       |       |       |       |        |       |        | 1     | 1      |        | 2           |
| Cselgáncs           | Cselgáncs            |        |         |        | 2      | 2      | 2      | 2       | 2      | 2      | 2     | 1     |       |       |        |       |        |       |        |        | 15          |
| Evezés              | Evezés               |        |         |        | ●      | ●      | ●      | ●       | 2      | 4      | 4     | 4     |       |       |        |       |        |       |        |        | 14          |
| Golf                | Golf                 |        |         |        |        |        |        |         |        | ●      | ●     | ●     | 1     |       |        | ●     | ●      | ●     | 1      |        | 2           |
| Gördeszka           | Gördeszka            |        |         |        |        | 1      | 1      |         |        |        |       |       |       |       | 1      | 1     |        |       |        |        | 4           |
| Gyeplabda           | Gyeplabda            |        |         |        | ●      | ●      | ●      | ●       | ●      | ●      | ●     | ●     | ●     | ●     | ●      | ●     | 1      | 1     |        |        | 2           |
| Hullámlovaglás      | Hullámlovaglás       |        |         |        | ●      | ●      | ●      | 2       |        |        |       |       |       |       |        |       |        |       |        |        | 2           |
| Íjászat             | Íjászat              |        | ●       |        |        | 1      | 1      | ●       | ●      | ●      | 1     | 1     | 1     |       |        |       |        |       |        |        | 5           |
| Kajak-kenu          | Szlalom              |        |         |        | ●      | 1      | 1      | ●       | 1      | 1      |       | ●     | ●     | 2     |        |       |        |       |        |        | 16          |
| Kajak-kenu          | Sprint               |        |         |        |        |        |        |         |        |        |       |       |       |       | ●      | ●     | 4      | 3     | 3      |        | 16          |
| Kerékpár            | Országúti            |        |         |        | 2      |        |        |         |        |        |       | 1     | 1     |       |        |       |        |       |        |        | 22          |
| Kerékpár            | Pálya                |        |         |        |        |        |        |         |        |        |       |       |       | 1     | 1      | 2     | 2      | 2     | 1      | 3      | 22          |
| Kerékpár            | BMX                  |        |         |        |        |        |        | ●       | 2      | ●      | 2     |       |       |       |        |       |        |       |        |        | 22          |
| Kerékpár            | Hegyi                |        |         |        |        | 1      | 1      |         |        |        |       |       |       |       |        |       |        |       |        |        | 22          |
| Kézilabda           | Kézilabda            |        | ●       |        | ●      | ●      | ●      | ●       | ●      | ●      | ●     | ●     | ●     |       | ●      | ●     | ●      | ●     | 1      | 1      | 2           |
| Kosárlabda          | Kosárlabda           |        |         |        | ●      | ●      | ●      | ●       | ●      | ●      | ●     | ●     | ●     |       | ●      | ●     | ●      | ●     | 1      | 1      | 4           |
| Kosárlabda          | 3x3 kosárlabda       |        |         |        |        |        |        | ●       | ●      | ●      | ●     | ●     | ●     | 2     |        |       |        |       |        |        | 4           |
| Labdarúgás          | Labdarúgás           | ●      | ●       |        | ●      | ●      |        | ●       | ●      |        | ●     | ●     |       | ●     | ●      |       | ●      | 1     | 1      |        | 2           |
| Lovaglás            | Lovaglás             |        |         |        | ●      | ●      | 2      | ●       | ●      | ●      | 1     | 1     | 1     | ●     | 1      |       |        |       |        |        | 6           |
| Műugrás             | Műugrás              |        |         |        | 1      |        | 1      |         | 1      |        | 1     |       |       | ●     | 1      | ●     | 1      | 1     | 1      |        | 8           |
| Ökölvívás           | Ökölvívás            |        |         |        | ●      | ●      | ●      | ●       | ●      | ●      | ●     | ●     | ●     |       | 1      | 2     | 2      | 4     | 4      |        | 13          |
| Öttusa              | Öttusa               |        |         |        |        |        |        |         |        |        |       |       |       |       |        |       | ●      | ●     | 1      | 1      | 2           |
| Rögbi               | Rögbi                | ●      | ●       |        | 1      | ●      | ●      | 1       |        |        |       |       |       |       |        |       |        |       |        |        | 2           |
| Röplabda            | Strandröplabda       |        |         |        | ●      | ●      | ●      | ●       | ●      | ●      | ●     | ●     | ●     | ●     | ●      | ●     | ●      | 1     | 1      |        | 4           |
| Röplabda            | Terem                |        |         |        | ●      | ●      | ●      | ●       | ●      | ●      | ●     | ●     | ●     | ●     | ●      | ●     | ●      | ●     | 1      | 1      | 4           |
| Sportlövészet       | Sportlövészet        |        |         |        | 1      | 2      | 2      | 2       | 1      | 1      | 1     | 2     | 1     | 2     |        |       |        |       |        |        | 15          |
| Sportmászás         | Sportmászás          |        |         |        |        |        |        |         |        |        |       |       |       | ●     | ●      | 1     | 1      | 1     | 1      |        | 4           |
| Súlyemelés          | Súlyemelés           |        |         |        |        |        |        |         |        |        |       |       |       |       |        | 2     | 2      | 2     | 3      | 1      | 10          |
| Szinkronúszás       | Szinkronúszás        |        |         |        |        |        |        |         |        |        |       |       |       | ●     | ●      | 1     |        | ●     | 1      |        | 2           |
| Taekwondo           | Taekwondo            |        |         |        |        |        |        |         |        |        |       |       |       |       |        | 2     | 2      | 2     | 2      |        | 8           |
| Tenisz              | Tenisz               |        |         |        | ●      | ●      | ●      | ●       | ●      | ●      | 1     | 2     | 2     |       |        |       |        |       |        |        | 5           |
| Tollaslabda         | Tollaslabda          |        |         |        | ●      | ●      | ●      | ●       | ●      | ●      | 1     | 1     | 1     | 2     |        |       |        |       |        |        | 5           |
| Torna               | Szertorna            |        |         |        | ●      | ●      | 1      | 1       | 1      | 1      |       | 4     | 3     | 3     |        |       |        |       |        |        | 18          |
| Torna               | Ritmikus gimnasztika |        |         |        |        |        |        |         |        |        |       |       |       |       |        |       | ●      | 1     | 1      |        | 18          |
| Torna               | Trambulin            |        |         |        |        |        |        |         |        |        | 2     |       |       |       |        |       |        |       |        |        | 18          |
| Triatlon            | Triatlon             |        |         |        |        |        |        |         | 2      |        |       |       |       | 1     |        |       |        |       |        |        | 3           |
| Úszás               | Úszás                |        |         |        | 4      | 3      | 5      | 3       | 5      | 4      | 3     | 4     | 4     |       |        |       | 1      | 1     |        |        | 37          |
| Vitorlázás          | Vitorlázás           |        |         |        |        | ●      | ●      | ●       | ●      | 2      | 2     | ●     | ●     | ●     | 2      | 2     | 2      |       |        |        | 10          |
| Vívás               | Vívás                |        |         |        | 2      | 2      | 2      | 1       | 1      | 1      | 1     | 1     | 1     |       |        |       |        |       |        |        | 12          |
| Vízilabda           | Vízilabda            |        |         |        | ●      | ●      | ●      | ●       | ●      | ●      | ●     | ●     | ●     | ●     | ●      | ●     | ●      | ●     | 1      | 1      | 2           |
| Összes aznapi döntő | Összes aznapi döntő  |        |         |        | 13     | 13     | 19     | 13      | 18     | 18     | 23    | 28    | 20    | 17    | 15     | 21    | 26     | 33    | 39     | 13     | 329         |
| Összesítés          | Összesítés           |        |         |        | 13     | 26     | 45     | 58      | 77     | 95     | 117   | 145   | 165   | 182   | 197    | 218   | 244    | 277   | 316    | 329    | 329         |
| Július/Augusztus    | Július/Augusztus     | 24 Sze | 25 Csüt | 26 Pén | 27 Szo | 28 Vas | 29 Hét | 30 Kedd | 31 Sze | 1 Csüt | 2 Pén | 3 Szo | 4 Vas | 5 Hét | 6 Kedd | 7 Sze | 8 Csüt | 9 Pén | 10 Szo | 11 Vas | Összesen    |

## Részt vevő nemzetek
Az orosz és fehérorosz sportolók – meghívásos alapon és egy különleges zászló alatt – annak ellenére részt vehettek a játékokon, hogy a NOB felfüggesztette az orosz nemzeti bizottság tagjait.
- Afganisztán (AFG) (6)
- Albánia (ALB) (8)
- Algéria (ALG) (46)
- Amerikai Szamoa (ASA) (2)
- Amerikai Virgin-szigetek (ISV) (5)
- Andorra (AND) (2)
- Angola (ANG) (25)
- Antigua és Barbuda (ANT) (5)
- Argentína (ARG) (143)
- Aruba (ARU) (6)
- Ausztrália (AUS) (475)
- Ausztria (AUT) (84)
- Azerbajdzsán (AZE) (47)
- Bahama-szigetek (BAH) (20)
- Bahrein (BRN) (15)
- Banglades (BAN) (5)
- Barbados (BAR) (4)
- Belgium (BEL) (180)
- Belize (BIZ) (1)
- Benin (BEN) (5)
- Bermuda (BER) (8)
- Bhután (BHU) (3)
- Bissau-Guinea (GBS) (6)
- Bolívia (BOL) (4)
- Bosznia-Hercegovina (BIH) (5)
- Botswana (BOT) (14)
- Brazília (BRA) (292)
- Brit Virgin-szigetek (IVB) (4)
- Brunei (BRU) (3)
- Bulgária (BUL) (46)
- Burkina Faso (BUR) (8)
- Burundi (BDI) (7)
- Chile (CHI) (48)
- Ciprus (CYP) (15)
- Comore-szigetek (COM) (4)
- Cook-szigetek (COK) (1)
- Costa Rica (CRC) (6)
- Csád (CHA) (3)
- Csehország (CZE) (111)
- Dánia (DEN) (134)
- Dél-afrikai Köztársaság (RSA) (141)
- Dél-Korea (KOR) (146)
- Dél-Szudán (SSD) (14)
- Dominikai Közösség (DMA) (4)
- Dominikai Köztársaság (DOM) (62)
- Dzsibuti (DJI) (7)
- Ecuador (ECU) (40)
- Egyenlítői-Guinea (GEQ) (3)
- Egyesült Államok (USA) (653)
- Egyesült Arab Emírségek (UAE) (14)
- Egyiptom (EGY) (165)
- Elefántcsontpart (CIV) (14)
- Eritrea (ERI) (14)
- Etiópia (ETH) (38)
- Észak-Korea (PRK) (16)
- Észak-Macedónia (MKD) (7)
- Észtország (EST) (24)
- Fidzsi-szigetek (FIJ) (36)
- Finnország (FIN) (57)
- Franciaország (FRA) (600) (rendező)
- Független résztvevők (AIN) (32)
- Fülöp-szigetek (PHI) (22)
- Gabon (GAB) (5)
- Gambia (GAM) (7)
- Ghána (GHA) (9)
- Görögország (GRE) (101)
- Grenada (GRN) (6)
- Grúzia (GEO) (28)
- Guam (GUM) (8)
- Guatemala (GUA) (16)
- Guinea (GUI) (28)
- Guyana (GUY) (5)
- Haiti (HAI) (7)
- Hollandia (NED) (289)
- Honduras (HON) (4)
- Hongkong (HKG) (35)
- Horvátország (CRO) (73)
- India (IND) (117)
- Indonézia (INA) (29)
- Irak (IRQ) (26)
- Irán (IRI) (40)
- Írország (IRL) (143)
- Izland (ISL) (5)
- Izrael (ISR) (93)
- Jamaica (JAM) (70)
- Japán (JPN) (431)
- Jemen (YEM) (4)
- Jordánia (JOR) (12)
- Kajmán-szigetek (CAY) (4)
- Kambodzsa (CAM) (3)
- Kamerun (CMR) (6)
- Kanada (CAN) (337)
- Katar (QAT) (14)
- Kazahsztán (KAZ) (80)
- Kelet-Timor (TLS) (4)
- Kenya (KEN) (86)
- Kína (CHN) (404)
- Kirgizisztán (KGZ) (16)
- Kiribati (KIR) (3)
- Kolumbia (COL) (92)
- Kongói Demokratikus Köztársaság (COD) (6)
- Kongói Köztársaság (CGO) (4)
- Koszovó (KOS) (9)
- Közép-afrikai Köztársaság (CAF) (4)
- Kuba (CUB) (61)
- Kuvait (KUW) (9)
- Laosz (LAO) (4)
- Lengyelország (POL) (226)
- Lesotho (LES) (3)
- Lettország (LAT) (29)
- Libanon (LBN) (10)
- Libéria (LBR) (8)
- Líbia (LBA) (6)
- Liechtenstein (LIE) (1)
- Litvánia (LTU) (50)
- Luxemburg (LUX) (13)
- Madagaszkár (MAD) (7)
- Magyarország (HUN) (178)
- Malajzia (MAS) (26)
- Malawi (MAW) (3)
- Maldív-szigetek (MDV) (5)
- Mali (MLI) (27)
- Málta (MLT) (5)
- Marokkó (MAR) (64)
- Marshall-szigetek (MHL) (4)
- Mauritánia (MTN) (2)
- Mauritius (MRI) (13)
- Menekültek olimpiai csapata (EOR) (37)
- Mexikó (MEX) (108)
- Mianmar (MYA) (2)
- Mikronézia (FSM) (3)
- Moldova (MDA) (25)
- Monaco (MON) (6)
- Mongólia (MGL) (32)
- Montenegró (MNE) (19)
- Mozambik (MOZ) (7)
- Nagy-Britannia (GBR) (342)
- Namíbia (NAM) (4)
- Nauru (NRU) (1)
- Németország (GER) (457)
- Nepál (NEP) (7)
- Nicaragua (NCA) (7)
- Niger (NIG) (7)
- Nigéria (NGR) (90)
- Norvégia (NOR) (112)
- Olaszország (ITA) (397)
- Omán (OMA) (4)
- Örményország (ARM) (15)
- Pakisztán (PAK) (7)
- Palau (PLW) (3)
- Palesztina (PLE) (8)
- Panama (PAN) (8)
- Pápua Új-Guinea (PNG) (7)
- Paraguay (PAR) (32)
- Peru (PER) (26)
- Portugália (POR) (75)
- Puerto Rico (PUR) (51)
- Románia (ROU) (96)
- Ruanda (RWA) (8)
- Saint Kitts és Nevis (SKN) (3)
- Saint Lucia (LCA) (4)
- Saint Vincent és a Grenadine-szigetek (VIN) (4)
- Salamon-szigetek (SOL) (2)
- Salvador (ESA) (8)
- San Marino (SMR) (5)
- São Tomé és Príncipe (STP) (3)
- Seychelle-szigetek (SEY) (3)
- Sierra Leone (SLE) (4)
- Szingapúr (SGP) (23)
- Spanyolország (ESP) (401)
- Srí Lanka (SRI) (6)
- Suriname (SUR) (5)
- Svájc (SUI) (135)
- Svédország (SWE) (125)
- Nyugat-Szamoa (SAM) (26)
- Szaúd-Arábia (KSA) (10)
- Szenegál (SEN) (11)
- Szerbia (SRB) (114)
- Szíria (SYR) (6)
- Szlovákia (SVK) (28)
- Szlovénia (SLO) (98)
- Szomália (SOM) (1)
- Szudán (SUD) (4)
- Szváziföld (SWZ) (3)
- Tádzsikisztán (TJK) (14)
- Tajvan (TPE) (62)
- Tanzánia (TAN) (7)
- Thaiföld (THA) (53)
- Togo (TOG) (5)
- Tonga (TGA) (4)
- Törökország (TUR) (101)
- Trinidad és Tobago (TTO) (17)
- Tunézia (TUN) (27)
- Tuvalu (TUV) (2)
- Türkmenisztán (TKM) (6)
- Uganda (UGA) (25)
- Új-Zéland (NZL) (215)
- Ukrajna (UKR) (147)
- Uruguay (URU) (27)
- Üzbegisztán (UZB) (90)
- Vanuatu (VAN) (6)
- Venezuela (VEN) (33)
- Vietnám (VIE) (16)
- Zambia (ZAM) (33)
- Zimbabwe (ZIM) (7)
- Zöld-foki Köztársaság (CPV) (7)

## Éremtáblázat
(A táblázatban Magyarország és a rendező nemzet csapata eltérő háttérszínnel kiemelve.)
| A 2024. évi nyári olimpiai játékok éremtáblázatának első tíz helyezettje | A 2024. évi nyári olimpiai játékok éremtáblázatának első tíz helyezettje | A 2024. évi nyári olimpiai játékok éremtáblázatának első tíz helyezettje | A 2024. évi nyári olimpiai játékok éremtáblázatának első tíz helyezettje | A 2024. évi nyári olimpiai játékok éremtáblázatának első tíz helyezettje | Olimpia  |
| ------------------------------------------------------------------------ | ------------------------------------------------------------------------ | ------------------------------------------------------------------------ | ------------------------------------------------------------------------ | ------------------------------------------------------------------------ | -------- |
|                                                                          | Ország                                                                   | Arany                                                                    | Ezüst                                                                    | Bronz                                                                    | Összesen |
| 1.                                                                       | Egyesült Államok (USA)                                                   | 40                                                                       | 44                                                                       | 42                                                                       | 126      |
| 2.                                                                       | Kína (CHN)                                                               | 40                                                                       | 27                                                                       | 24                                                                       | 91       |
| 3.                                                                       | Japán (JPN)                                                              | 20                                                                       | 12                                                                       | 13                                                                       | 45       |
| 4.                                                                       | Ausztrália (AUS)                                                         | 18                                                                       | 19                                                                       | 16                                                                       | 53       |
| 5.                                                                       | Franciaország (FRA)                                                      | 16                                                                       | 26                                                                       | 22                                                                       | 64       |
| 6.                                                                       | Hollandia (NED)                                                          | 15                                                                       | 7                                                                        | 12                                                                       | 34       |
| 7.                                                                       | Nagy-Britannia (GBR)                                                     | 14                                                                       | 22                                                                       | 29                                                                       | 65       |
| 8.                                                                       | Dél-Korea (KOR)                                                          | 13                                                                       | 9                                                                        | 10                                                                       | 32       |
| 9.                                                                       | Olaszország (ITA)                                                        | 12                                                                       | 13                                                                       | 15                                                                       | 40       |
| 10.                                                                      | Németország (GER)                                                        | 12                                                                       | 13                                                                       | 8                                                                        | 33       |
|                                                                          |                                                                          |                                                                          |                                                                          |                                                                          |          |
| 14.                                                                      | Magyarország (HUN)                                                       | 6                                                                        | 7                                                                        | 6                                                                        | 19       |